# Accademia degli Euteleti

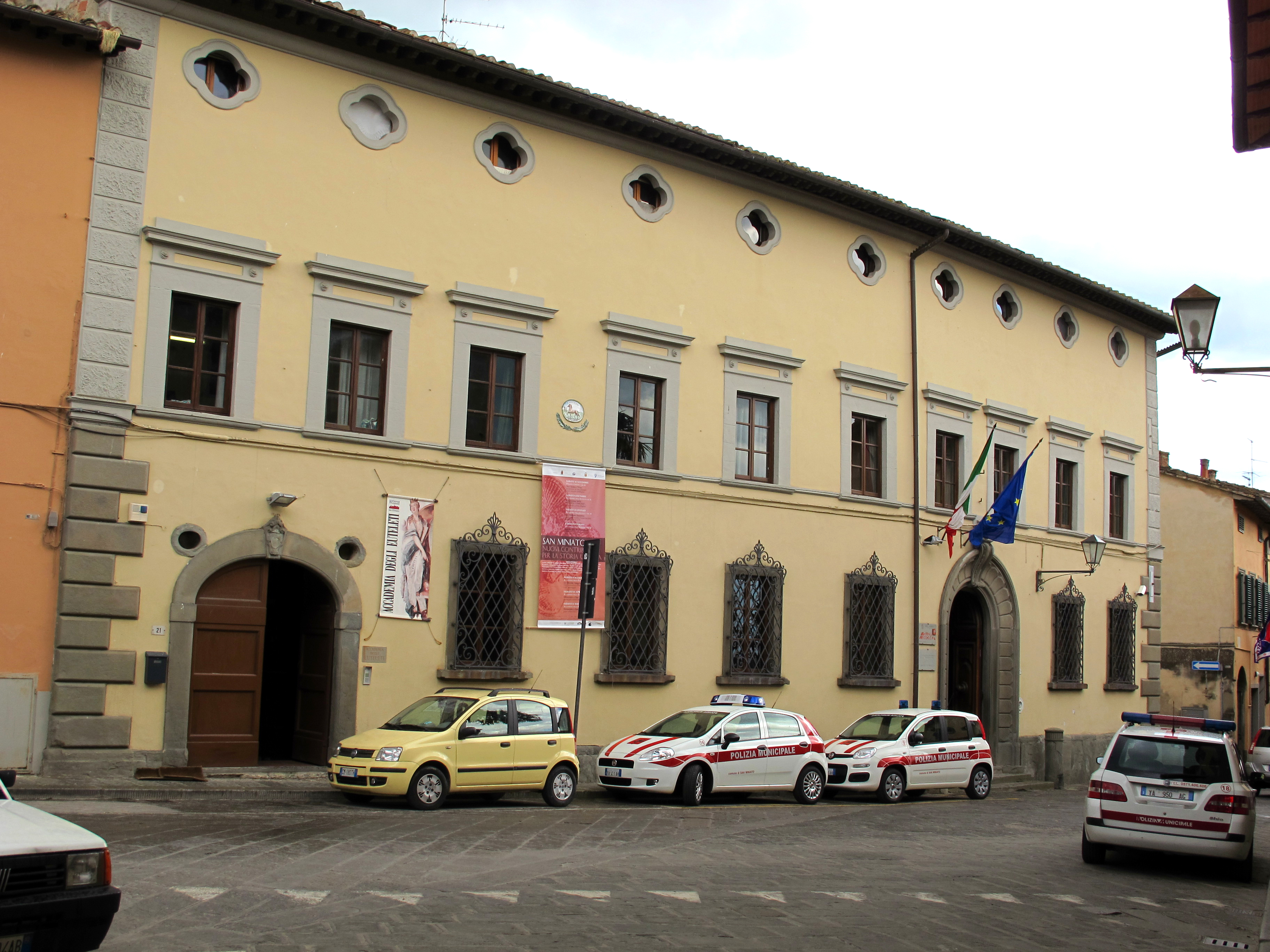
Palazzo Migliorati, sede dell'Accademia

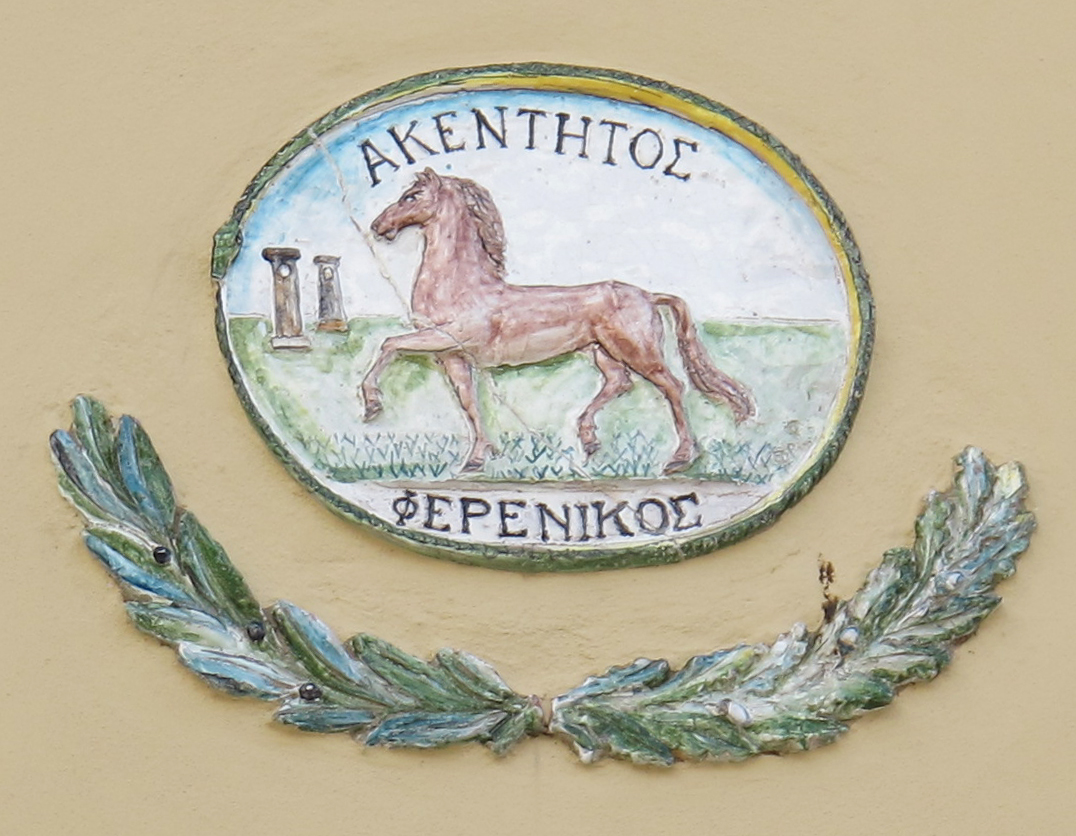
Lo stemma

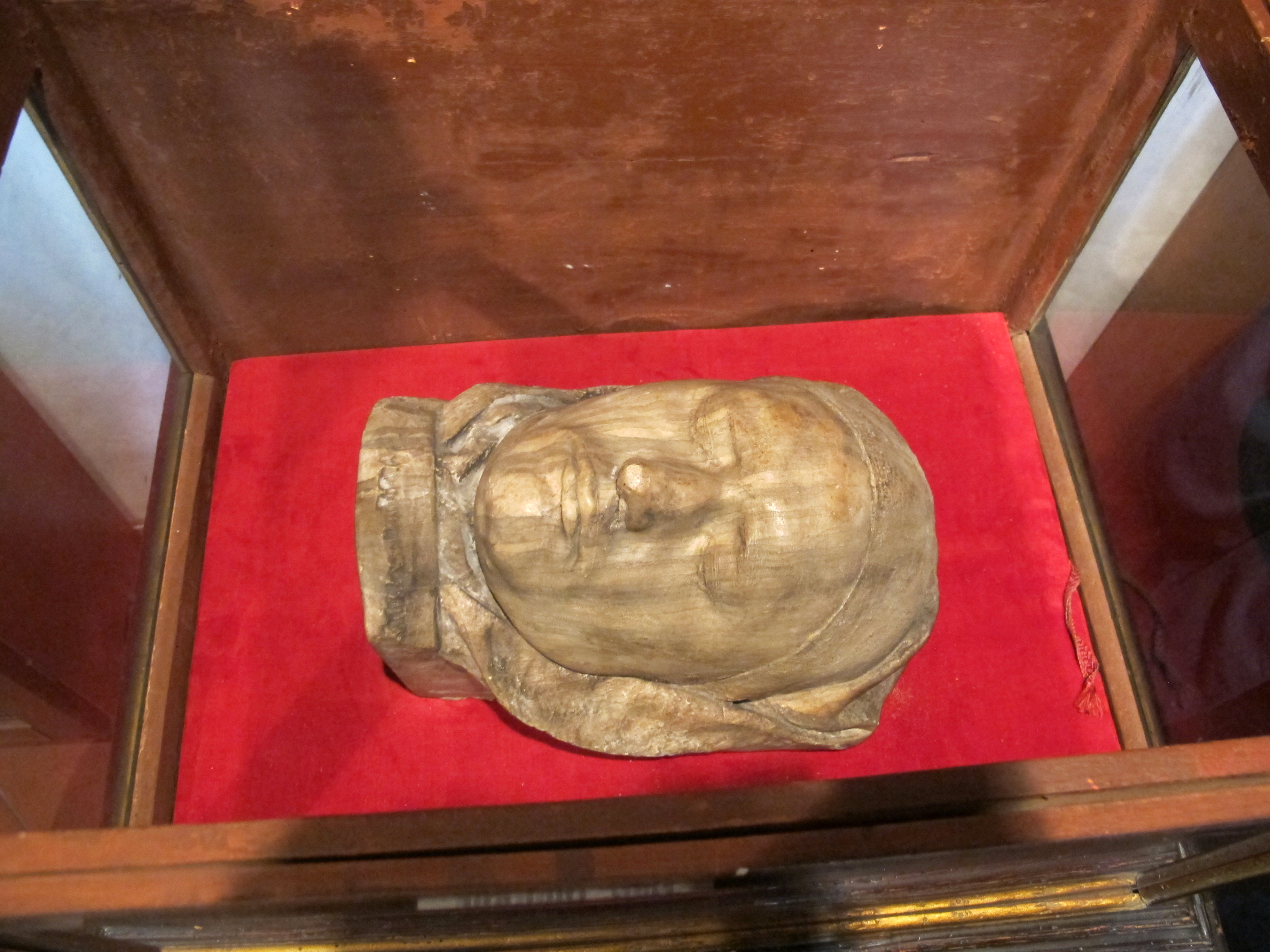
La maschera funeraria di Napoleone

L'Accademia degli Euteleti è un'istituzione che fa parte del Sistema Museale di San Miniato.

## Storia
L'Accademia trova le sue origini nel XVII secolo, quando fu fondata come "Accademia degli Affidati", che si occupava di scienze e lettere. Venne rifondata nel 1748 e ne fu modificato il nome in "Accademia dei Rinati". 
L'Accademia degli Euteleti fu poi rifondata il 30 dicembre 1822 da Torello Pierazzi, futuro vescovo di San Miniato, e dal poeta Pietro Bagnoli. Gli Euteleti sono degli uomini di buona volontà che perseguono un "buon fine", ed in origine aveva come scopo primario sviluppare e diffondere la cultura Toscana nel mondo, attraverso il sapere scientifico e gli studi legati allo sviluppo dell'agricoltura e del patrimonio letterario. Da quanto riportato negli "Atti" della società nel 1834 l'Accademia si adoperò per sviluppare un progetto "tipografico" e fondò una scuola infantile. 
L'attività dell'Accademia venne momentaneamente interrotta nel 1848 in coincidenza della prima guerra di indipendenza. Nel periodo fascista fu decretata Ente morale. 
Attualmente l'Accademia degli Euteleti dispone di un ampio archivio e di una vasta biblioteca, dedicando parte delle proprie risorse all'organizzazione di mostre e convegni di interesse scientifico. Lo stemma dell'Accademia è rappresentato da un cavallo che corre vittorioso alla meta. Nell'Accademia è conservata una copia della maschera funeraria di Napoleone Bonaparte, la cui famiglia era stata esiliata a San Miniato nel medioevo, fatta dai medici Antommarchi e Francis Burton.

## Motto
Sol oritur sed non occidit
Lo stemma è un cavallo "scosso" dentro un ovale di ceramica, policromo e ornato di fronde, con all'interno la dicitura:   ΑΚΕΝΤΗΤΟΣ ΦΕΡΕΝΙΚΟΣ, posta sopra e sotto l'immagine del cavallo.

## Sede
L'Accademia ha sede presso il Palazzo Migliorati dal 1984, già residenza dei marchesi Migliorati. L'edificio originario risale al secolo XIV ed è stato ristrutturato con l'attuale facciata all'inizio del secolo XVII. Lo spazio espositivo è organizzato su tre sale, di una superficie complessiva di 80 m2 circa e i pezzi esposti sono una cinquantina, a rotazione. Una parte del palazzo è occupata dalla Pretura.